# Ernest Legouvé
Gabriel Jean Baptiste Ernest Wilfrid Legouvé (Parigi, 14 febbraio 1807 – Parigi, 14 marzo 1903) è stato un drammaturgo francese.

## Biografia
Figlio di Gabriel-Marie Legouvé, fu autore inizialmente di poesie e narrativa, del volume di poesie Morti bizzarre (1832), del romanzo Edith de Felsen (1840), invece in un secondo tempo si dedicò soprattutto al teatro, diventando nel 1838 uno degli autori titolari della Comédie-Française, e mettendosi in evidenza con i drammi Adrienne Lecouvreur (1849), La battaglia delle dame (1851) e Medea (1854), grazie alla quale ottenne il titolo di accademico di Francia.
Nel 1887 diede alle stampe Sessant'anni di souvenirs, una ricca autobiografia.

## Opere
- 1829 : La Découverte de l'imprimerie, poésie - Mon père, poesia
- 1830 : Le Mérite des femmes
- 1832 : Les Morts bizarres, poesia
- 1833 : Max, roman
- 1834 : Les Vieillards, romanzo
- 1838 : Louise de Lignerolles, teatro
- 1840 : Édith de Falsen, romanzo
- 1845 : Guerrero ou la trahison, teatro
- 1848 : Histoire morale des femmes
- 1849 : Adrienne Lecouvreur, teatro, con Eugène Scribe
- 1850 : Les Contes de la reine de Navarre, teatro
- 1851 : Bataille de dames, teatro
- 1855 : Médée, théâtre - Par droit de conquête, teatro, con Eugène Scribe
- 1857 : Le Pamphlet, teatro - Les Deux Hirondelles de cheminée, poesia
- 1858 : Les Doigts de fée, teatro
- 1860 : Béatrix ou la madone de l'art, romanzo
- 1861 : Béatrix, théâtre - Un jeune homme qui ne fait rien, teatro
- 1864 : La Femme en France au XIX siècle - Jean Reynaud, monografia
- 1865 Les Deux Reines de France, dramma, in quattro atti, musica  di Charles Gounod
- 1867 : Miss Suzanne, théâtre - Les Pères et les enfants au XIX siècle, 2 vol.
- 1868 : À deux de jeu, teatro
- 1871 : Les Épaves du naufrage
- 1872 : Conférences parisiennes
- 1873 : Sully, monografia
- 1874 : Eugène Scribe, monografia
- 1875 : Monsieur Samson et ses élèves - L'Amour africain, opera comica, con Émile Paladilhe - Nos Fils et nos Filles
- 1876 : La Cigale chez les fourmis, teatro, con Eugène Labiche - La Fleur de Tlemcen, teatro
- 1876 : Ma fille et mon bien, teatro
- 1877 : L'Art de la lecture - Une séparation, teatro
- 1880 : Anne de Kerviler, teatro - Études et souvenirs de théâtre - Maria Malibran - Les Fastes Thiers, l'Apothéose
- 1881 : La Lecture en action
- 1882 : La Lecture en famille
- 1886 : Soixante ans de souvenirs, J. Hetzel (Parigi)(su Wikisource)
- 1887 : Théâtre complet, 3 vol.
- 1890 : Une élève de seize ans, J. Hetzel (Parigi), Bibliothèque d'éducation et de récréation - Fleurs d’hiver, fruits d’hiver. Histoire de ma maison - Épis et bleuets
- 1898 : Dernier travail, derniers souvenirs